# Naukunda
Naukunda (en népalais : नौकुण्डा) est une municipalité rurale du Népal située dans le district de Rasuwa. Au recensement de 2011, elle comptait 11 824 habitants.
Elle regroupe les anciens comités de développement villageois de Yarsa, Saramthali et une partie de Bhorle.